# Hiperó
En física de partícules, els hiperons són barions, com els protons i neutrons, però molt més pesants. Els hiperons són hadrons formats per tres quarks, sent aquests també del tipus estrany (s), encant (c) i bellesa (b), a diferència dels protons i neutrons, compostos només per quarks amunt u i avall d, molt més lleugers. Els hiperons són altament inestables i es desintegren en fraccions de segon, en barions més estables com el protó i el neutró. La seva descoberta als anys 1960 va donar peu a la definició del nombre quàntic de la hipercàrrega.
Un sistema lligat d'hiperons i nucleons (protons i neutrons) forma un hipernucli; els temps de vida mitjans són similars als dels hiperons (de l'ordre de 10-10s).

## Taula d'hiperons
Aquests són alguns dels hiperons, juntament amb les seves desintegracions cap a hadrons més lleugers:
| Partícula             | Símbol                                          | Quarks                             | Spin                                                       | Massa en repòs (MeV/c²) | S  | C  | B  | Vida mitjana (s) | Desintegracions més importants |
| --------------------- | ----------------------------------------------- | ---------------------------------- | ---------------------------------------------------------- | ----------------------- | -- | -- | -- | ---------------- | --- |
| Xi neutra             | {\displaystyle \mathrm {\Xi ^{0}} \,\!}         | {\displaystyle \mathrm {uss} \,\!} | {\displaystyle {\begin{matrix}{\frac {1}{2}}\end{matrix}}} | 1.314,83                | −2 | 0  | 0  | 2,90·10-10       | {\displaystyle {\begin{matrix}{}_{\Xi ^{0}\,\rightarrow \,\Lambda ^{0}+\pi ^{0}}&{}_{99,52\%}\\{}_{\Xi ^{0}\,\rightarrow \,\Sigma ^{0}+\gamma }&{}_{0,33\%}\end{matrix}}}                               |
| Xi negativa           | {\displaystyle \mathrm {\Xi ^{-}} \,\!}         | {\displaystyle \mathrm {dss} \,\!} | {\displaystyle {\begin{matrix}{\frac {1}{2}}\end{matrix}}} | 1.321,31                | −2 | 0  | 0  | 1,64·10-10       | {\displaystyle {\begin{matrix}{}_{\Xi ^{-}\,\rightarrow \,\Lambda ^{0}+\pi ^{-}}&{}_{99,88\%}\end{matrix}}}                                                                                             |
| Omega                 | {\displaystyle \mathrm {\Omega ^{-}} \,\!}      | {\displaystyle \mathrm {sss} \,\!} | {\displaystyle {\begin{matrix}{\frac {3}{2}}\end{matrix}}} | 1.672,45                | −3 | 0  | 0  | 8,21·10-11       | {\displaystyle {\begin{matrix}{}_{\Omega ^{-}\,\rightarrow \,\Lambda ^{0}+K^{-}}&{}_{67,8\%}\\{}_{\Omega ^{-}\,\rightarrow \,\Xi ^{0}+\pi ^{-}}&{}_{23,6\%}\\\end{matrix}}}                             |
| Omega encantada       | {\displaystyle \mathrm {\Omega _{c}^{0}} \,\!}  | {\displaystyle \mathrm {ssc} \,\!} | {\displaystyle {\begin{matrix}{\frac {1}{2}}\end{matrix}}} | 2.697,5                 | −2 | +1 | 0  | 6,90·10-14       | {\displaystyle {\begin{matrix}{}_{\Omega _{c}^{0}\,\rightarrow \,\Sigma ^{+}+K^{-}+K^{-}+\pi ^{+}}&{}_{??\,\%}\\{}_{\Omega _{c}^{0}\,\rightarrow \,\Xi ^{0}+K^{-}+\pi ^{+}}&{}_{??\,\%}\\\end{matrix}}} |
| Xi positiva encantada | {\displaystyle \mathrm {\Xi _{c}^{+}} \,\!}     | {\displaystyle \mathrm {usc} \,\!} | {\displaystyle {\begin{matrix}{\frac {1}{2}}\end{matrix}}} | 2.468                   | −1 | +1 | 0  | 4,42·10-13       | {\displaystyle {\begin{matrix}{}_{\Xi _{c}^{+}\,\rightarrow \,\Xi ^{0}+\pi ^{+}+\pi ^{0}}&{}_{??\,\%}\\{}_{\Xi _{c}^{+}\,\rightarrow \,\Xi ^{0}+e^{+}+\nu _{e}}&{}_{??\,\%}\\\end{matrix}}}             |
| Xi neutra encantada   | {\displaystyle \mathrm {\Xi _{c}^{0}} \,\!}     | {\displaystyle \mathrm {dsc} \,\!} | {\displaystyle {\begin{matrix}{\frac {1}{2}}\end{matrix}}} | 2.471                   | −1 | +1 | 0  | 1,12·10-13       | {\displaystyle {\begin{matrix}{}_{\Xi _{c}^{0}\,\rightarrow \,p+K^{-}+K^{-}+\pi ^{+}}&{}_{??\,\%}\\{}_{\Xi _{c}^{0}\,\rightarrow \,\Lambda ^{0}+K_{S}^{0}}&{}_{??\,\%}\\\end{matrix}}}                  |
| Lambda encantada      | {\displaystyle \mathrm {\Lambda _{c}^{+}} \,\!} | {\displaystyle \mathrm {udc} \,\!} | {\displaystyle {\begin{matrix}{\frac {1}{2}}\end{matrix}}} | 2.284,9                 | 0  | +1 | 0  | 2,00·10-13       | {\displaystyle {\begin{matrix}{}_{\Lambda _{c}^{+}\,\rightarrow \,p+K^{-}+\pi ^{+}}&{}_{??\,\%}\\{}_{\Lambda _{c}^{+}\,\rightarrow \,p+{\bar {K^{0}}}+\pi ^{0}}&{}_{??\,\%}\\\end{matrix}}}             |
| Xi doble encantada    | {\displaystyle \mathrm {\Xi _{cc}^{+}} \,\!}    | {\displaystyle \mathrm {dcc} \,\!} | {\displaystyle {\begin{matrix}?\end{matrix}}}              | 3.519                   | 0  | +2 | 0  | <3,30·10-14      | --- |
| Lambda inferior       | {\displaystyle \mathrm {\Lambda _{b}^{0}} \,\!} | {\displaystyle \mathrm {udb} \,\!} | {\displaystyle {\begin{matrix}{\frac {1}{2}}\end{matrix}}} | 5.624                   | 0  | 0  | −1 | 1,23·10-12       | {\displaystyle {\begin{matrix}{}_{\Lambda _{b}^{0}\,\rightarrow \,p+D^{0}+\pi ^{-}}&{}_{??\,\%}\\{}_{\Lambda _{b}^{0}\,\rightarrow \,\Lambda _{c}^{+}+\pi ^{-}}&{}_{??\,\%}\\\end{matrix}}}             |